# Mark Winterbottom

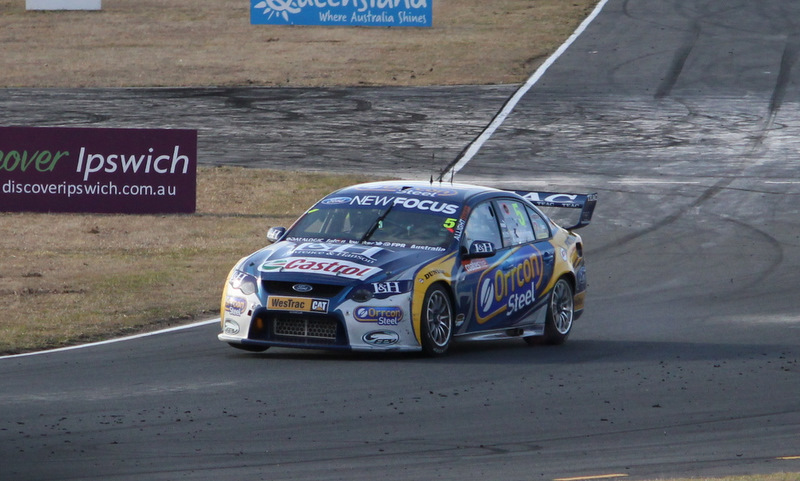
Ford Falcon pilotado por Mark Winterbottom en la fecha de Queensland del V8 Supercars 2011

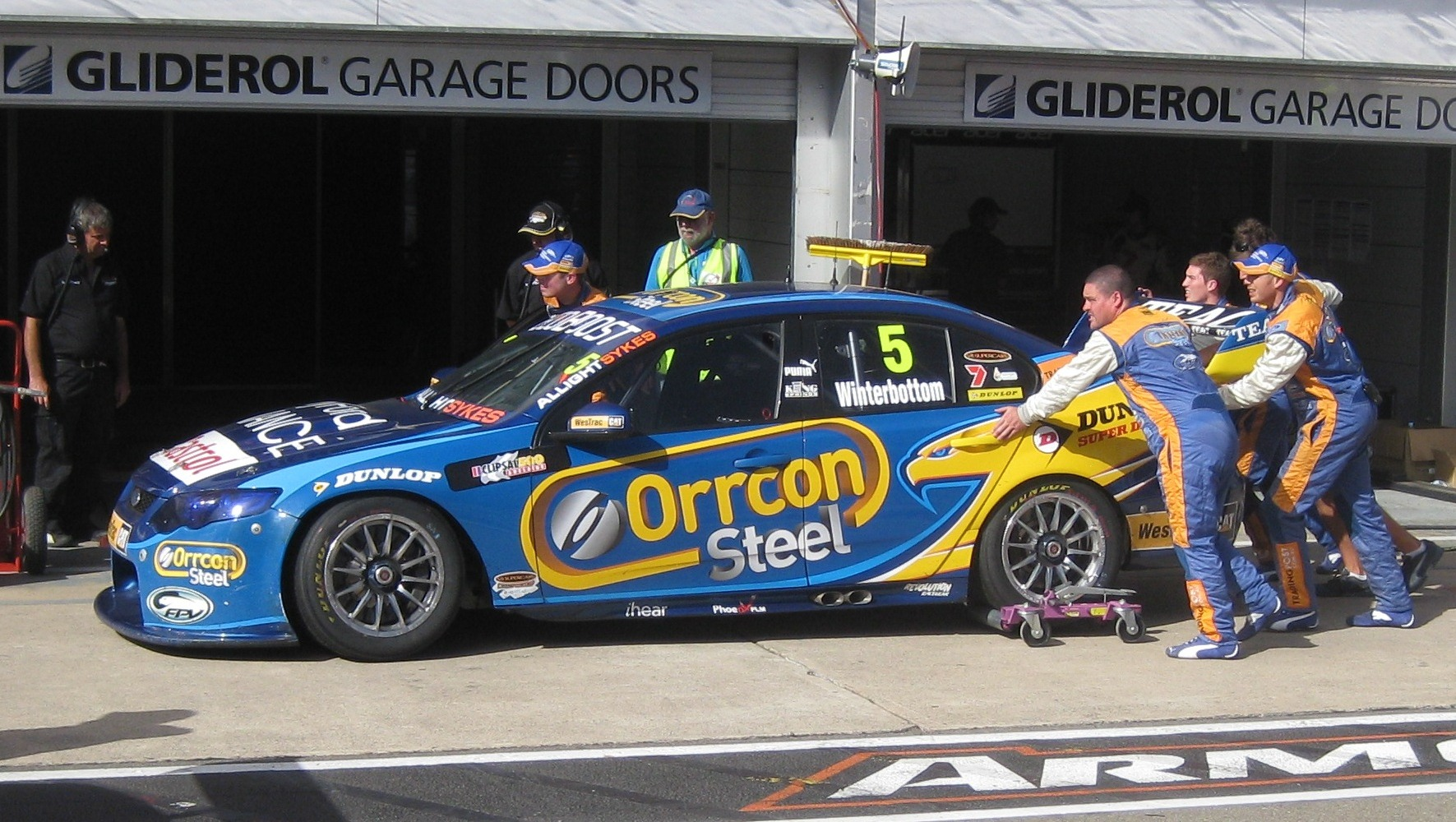
Ford Falcon de Mark Winterbottom en la fecha de Adelaida del V8 Supercars 2012

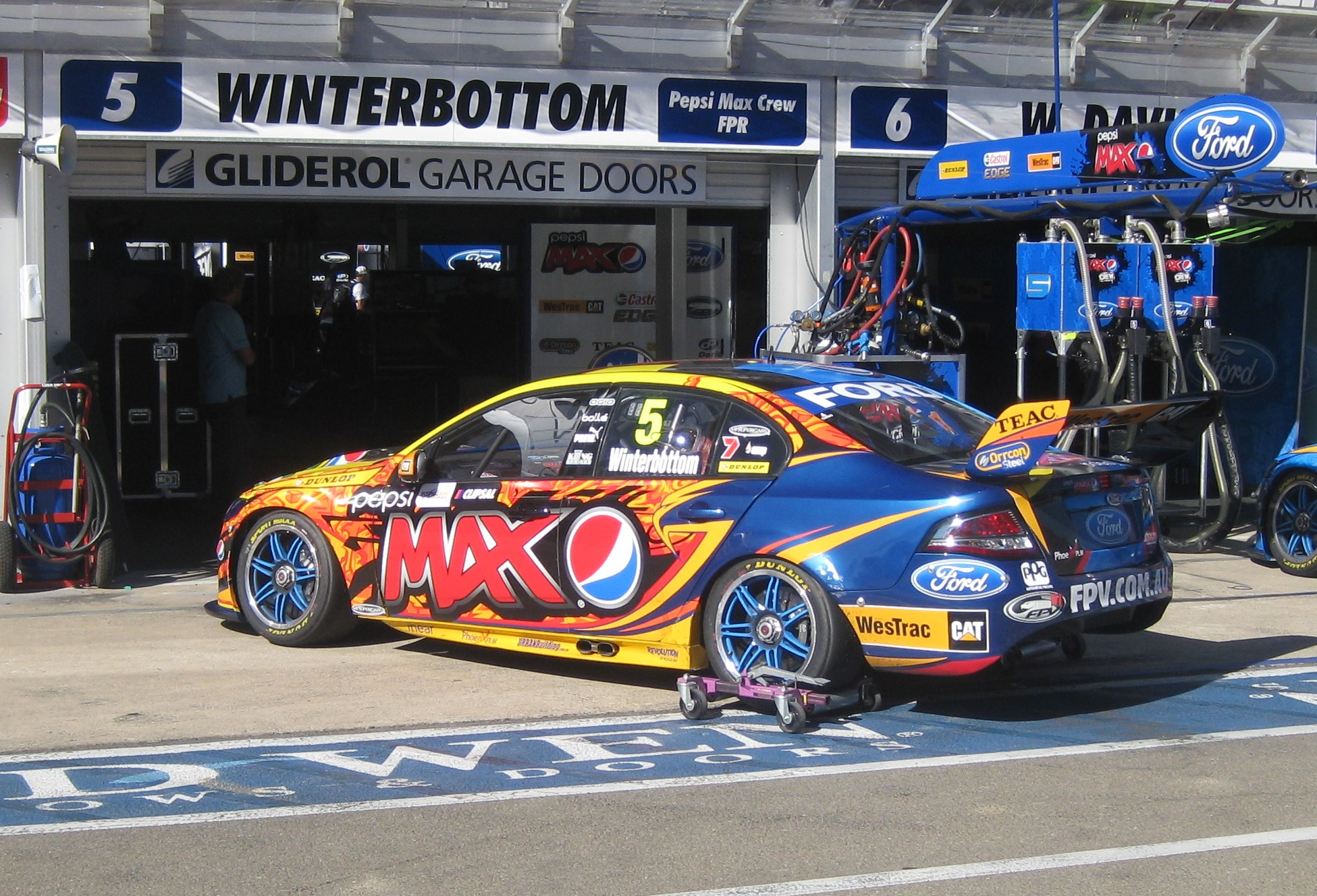
Ford Falcon de Mark Winterbottom en la fecha de Adelaida del V8 Supercars 2013

Mark Winterbottom (20 de mayo de 1981, Sídney, Australia) es un piloto de automovilismo de velocidad australiano que se ha destacado en el V8 Supercars. Resultó campeón en 2015, subcampeón en 2008, tercero en 2006, 2010, 2011, 2012 y 2014, cuarto en 2013, y quinto en 2007 y 2009. Ganó los 1000 km de Bathurst (la principal carrera del certamen) de 2013, y finalizó segundo en 2015 y cuarto en 2008 y 2011.
Es hijo de Jim Winterbottom, campeón australiano de Modified Sprintcars. El apodo de Winterbottom es Frosty ("Gélido" en inglés), en referencia a su apellido (winter significa "invierno").

## Carrera deportiva
En su infancia y adolescencia, Winterbottom obtuvo numerosos títulos de karting en Australia. En 2001 ascendió a la Fórmula Ford, resultando subcampeón australiano en 2002. En 2003, dio el salto a la V8 Supercars Development Series, donde obtuvo el título con un Ford Falcon para Stone Brothers con ocho victorias y 12 podios en 16 carreras. Ese mismo año, debutó a la edad de 22 años en el V8 Supercars, al disputar los 500 km de Sandown y los 1000 km de Bathurst para dicho equipo como acompañante de Mark Noske, resultando 11.º en Sandown.
Winterbottom ingresó al equipo de Mark Larkham para la temporada 2004 del V8 Supercars, tomando su puesto en el segundo Ford Falcon. Ese año resultó 18.º en el campeonato, obteniendo eun sexto puesto en los 500 km de Bathurst y un quinto en los 1000 km de Bathurst junto a su compañero, Jason Bargwanna. En 2005 no obtuvo ningún top 10, y quedó relegado al 29.º puesto en la tabla de posiciones.
Ford Performance Racing, el equipo oficial de Ford en el V8 Supercars, fichó a Winterbottom en 2006 para acompañar a Jason Bright, contendiente del título durante la primera mitad de la década de 2000. Obtuvo dos victorias y 14 podios en 34 carreras, destacándose los 500 km de Sandown junto a Bright, y finalizó tercero en el campeonato por detrás de Rick Kelly y Craig Lowndes.
En 2007, Winterbottom consiguió dos triunfos y siete podios en 37 carreras, aunque arribó entre los diez primeros en la mayoría de ellas, por lo cual resultó quinto por detrás de los pilotos de HSV Dealer Team y Triple Eight. El piloto cosechó siete victorias y 19 podios en las 37 carreras de 2008, pero fue superado por las 15 victorias de Jamie Whincup, y terminó segundo en el clasificador final.
Continuando como piloto oficial de Ford, Winterbottom quedó quinto en el campeonato 2009 por detrás de los pilotos de Triple Eight y Holden Racing Team, con un saldo de dos triunfos y 12 podios en las 28 carreras. En 2010, el piloto sumó tres victorias y 14 podios, quedando así tercero en el campeonato por detrás de James Courtney y Whincup.
Winterbottom obtuvo tres victorias y nueve podios en 2011, lo que le bastó para repetir la tercera colocación del año anterior, aunque alejado en puntos de la dupla de Triple Eight, Whincup y Lowndes. En 2012 acumuló tres triunfos y 18 podios, pero repitió el tercer puesto por detrás de los mismos pilotos.
En 2013 tres triunfos y 12 podios con su Ford Falcon oficial, destacándose la conquista de los 1000 km de Bathurst junto a Steven Richards. De este modo, culminó el año en la cuarta colocación, por detrás de Whincup, Lowndes y su compañero de equipo Will Davison.
En la temporada 2014 del V8 Supercars, Winterbottom consiguió cuatro triunfos y 12 podios en 38 carreras. De este modo, finalizó tercero en el campeonato, por detrás de Whincup y Shane Van Gisbergen.
Winterbottom siguió en el V8 Supercars 2015 con Prodrive, que perdió el apoyo oficial de Ford. Acumuló 9 victorias y 16 podios en 36 carreras, consiguiendo el título por delante de Craig Lowndes con 220 puntos a su favor.
En 2016 obtuvo dos victorias y ocho podios, quedando sexto en el campeonato. En 2017 repitió el sexto puesto en el campeonato, en este caso sin lograr victorias y con apenas tres podios en 27 carreras. En 2018 logró un solo podio en 32 carreras, de modo que finalizó 12.º en el campeonato.
Fuera de Australia, fue invitado tres veces a disputar la carrera de invitados del Stock Car Brasil. En 2014 resultó cuarto junto a Sérgio Jiménez y en 2015 resultó segundo junto a Marcos Gomes, en ambos casos con un Peugeot 408. En 2018 retornó para pilotar un Chevrolet Cruze junto a Átila Abreu.
Para la temporada 2019 del Campeonato Australiano de Supercars, Winterbottom pasó al equipo Charlie Schwerkolt para pilotar un Holden Commodore por primera vez en su carrera.

## Otras actividades
Winterbottom participó en el concurso de televisión Australia's Greatest Athlete en 2011, realizando una serie de competiciones deportivas frente a profesionales de otras disciplinas. Ese mismo año, apareció en la versión australiana de la película animada Cars 2 actuando de sí mismo, aunque en el cuerpo de un automóvil de carreras.